# Emil Bratz
Emil Bratz (ur. 24 marca 1868 w Słupsku, zm. 14 kwietnia 1934 w Berlinie) – niemiecki lekarz psychiatra i neurolog, radca sanitarny. Zajmował się m.in. zagadnieniami leczenia alkoholizmu i zmianami neuropatologicznymi hipokampa w padaczce.
Studiował medycynę na Uniwersytecie w Heidelbergu, Würzburgu, Berlinie i Kilonii. Tytuł doktora medycyny otrzymał w 1891 roku. Początkowo praktykował w Roda, potem przeniósł się do Berlina. Od 1923 dyrektor Anstalt Dalldorf. W 1933 roku przeszedł w stan spoczynku.

## Wybrane prace
- Über Strychin und Brucin. Kiel, 1891
- Die Behandlung der Trunksüchtigen unter dem bürgerlichen Gesetzbuch. Marhold, 1898
- Geschäftsbericht über die ersten zwei Jahre der Reichsdeutschen Waffenbrüderlichen Vereinigung 1915 bis 1916 (1916)
- Humor in der Neurologie und Psychiatrie: gesammelt von den Fachärzten des deutschen Sprachgebiets. de Gruyter, 1930